# Evliya Çelebi
Evliya Çelebi (pol. Ewlija Czelebi, ur. 25 marca 1611 w Stambule (dzielnica Unkapanı, zm. prawd. w 1683) – turecki podróżnik, autor Księgi podróży („Seyahatname”), w której zawarł opis odwiedzonych przez siebie krajów.

## Życie i rodzina
Odebrał staranne wykształcenie, przez siedem lat pobierał nauki w medresie. Nauczył się na pamięć Koranu i został hafizem – recytatorem w meczecie Hagia Sophia w Stambule. Później przebywał na dworze sułtańskim Murada IV (1623–1640), gdzie osiągał sukcesy w śpiewie i muzyce. W 1640 r. opuścił dwór sułtana jako spahis. Nigdy się nie ożenił, być może dlatego, iż uważał się za derwisza.
Jego ojciec Mehmed Zilli na dworze kolejnych trzech sułtanów był nadzorcą złotników (tur. kuyumcubaşı). Wykonał między innymi złote klucze do Cypru po jego zdobyciu przez sułtana Sulejmana.
Matka była z pochodzenia Abchazką, a zarazem siostrą bądź kuzynką paszy Meleka Ahmeda, wielkiego wezyra w latach 1650–1651.

## Podróże
W 1640 r. zwiedził Bursę (tam zaczął opisywać swoje podróże), następnie Izmit, Trapezunt i port w Anapie, z którego odbył pierwszą podróż po Morzu Czarnym. Odwiedził wtedy Azow świeżo odzyskany przez Turków (1642).
W 1645 r. uczestniczył w walkach Turków o Kretę z Republiką Wenecką. W 1646 r. zwiedził niemal całą Anatolię, później Azerbejdżan (Baku) i Gruzję (Tyflis). W 1649 r. odwiedził Syrię. Opisał tamtejsze twierdze w Bejrucie i Sydonie.
W kolejnych latach zwiedził kraje bałkańskie oraz Kurdystan, Persję, chanat krymski, Siedmiogród, Polskę (właściwie była to Ukraina), Węgry, Austrię (Wiedeń), Arabię (Mekka i Medyna), Sudan i Abisynię.

## „Księga podróży Ewliji Czelebiego”
10-tomowe dzieło w barwny sposób przedstawia kraje, które Ewlija Czelebi odwiedził, ale także inne, w których najpewniej nie przebywał (Holandia, Szwecja, Niemcy, Czechy, Dania). Na szczególną uwagę zasługują opisy XVII wiecznego chanatu krymskiego, Imperium Osmańskiego oraz Wiednia. Ewlija Czelebi przytacza opisy miast i zamków, ich fortyfikacji, ale także porusza inne tematy, jak religia, zwyczaje i organizacja państw. Nie wszystkim informacjom zapisanym w „Księdze” można zawierzyć i nie jest to dzieło całkowicie historyczne. Wiele nieścisłości powstało także zapewne przez jego wielokrotne przepisywanie.